# Mila e Shiro - Il sogno continua (singolo)
Mila e Shiro il sogno continua  è il settantasettesimo singolo discografico di Cristina D'Avena, pubblicato nel 2011. Il brano è il terzo singolo in digitale della cantante, sigla dell'anime omonimo, scritta da Arianna Martina Bergamaschi su musica e arrangiamento di Cristiano Macrì. Contiene inoltre la sigla del 1986 della serie originale da cui il sequel trae ispirazione.

## Edizioni
- Le sigle originali dei cartoni di Italia 1 (2011)
- 30 e poi... - Parte prima (2012)

## Tracce
Lato A
1. Mila e Shiro il sogno continua – 3:37 (Arianna Martina Bergamaschi - Cristiano Macrì)

Durata totale: 3:37
Lato B
1. Mila e Shiro due cuori nella pallavolo – 2:55 (Alessandra Valeri Manera - Carmelo Carucci)

Durata totale: 2:55